# Saison 1911-1912 de la Juventus FC
Maillots
Chronologie
Saison précédente Saison suivante
La saison 1911-1912 du Foot-Ball Club Juventus est la treizième de l'histoire du club, créé quinze ans plus tôt en 1897.
Le club turinois participe ici cette année à la 15e édition du championnat d'Italie (appelé à l'époque Première catégorie).

## Historique
Durant cette nouvelle saison juventina, portée par le nouveau président du club Attilio Ubertalli, l'effectif participe cette année au campionato di Prima categoria 1911-1912, compétition se disputant entre clubs ligures, lombards et piémontais (le tournoi était également appelé campionato Ligure-Lombardo-Piemontese) dont le vainqueur disputait la finale contre le vainqueur du tournoi Veneto-emiliano (composé de clubs de Vénétie et d'Émilie-Romagne).
Tentant d'oublier la saison précédente, la pire de leur courte histoire avec une très décevante 9e place, le Foot-Ball Club Juventus opère de nombreux changements dans son effectif, avec les arrivées des défenseurs anglais Barry Johnson et suisse Ludwig Weber, des milieux Garlanda et l'anglais Nick Heyle, ainsi que de nombreux attaquant, tels que Lorenzo Valerio Bona, Giorgio Turin, Arthur Meille (premier joueur français de l'histoire du club), et des suisses Ravano et Reynert.
Mais pour diverses raisons et problèmes au sein de l'organisation, la Juventus participe malgré elle à ce championnat 1911-1912 avec seulement dix joueurs de champ dans son effectif. C'est donc le dimanche 8 octobre 1911 que les piémontais ouvrent le bal lors du désormais historique derby de Turin (Derby della Mole) contre le Torino FC à l'extérieur, qui voit le match se solder sur une défaite 2-1 (le buteur de la Juve est Bona). Après cette désillusion, les bianconeri rempilent avec une nouvelle défaite 5 à 1 (but du suisse Reynert) contre le Genoa Cricket and Football Club à domicile au Sebastopoli, avant de s'imposer la journée suivante 4 buts à 0 contre l'Andrea Doria à Turin. Le club enchaîne ensuite les mauvaises prestations et contre-performances, perdant par ailleurs son Derby du nord contre l'Inter Milan à l'extérieur par le lourd score de 6-1 à Milan lors de la 8e journée (avec Caimi comme buteur contre son camp pour la Juve). Après seulement 2 victoires à la mi-saison, l'effectif ne parvient toujours pas à relever la tête au début de la nouvelle année 1912. Le 14 janvier, le Foot-Ball Club Juventus enregistre la plus lourde défaite de son histoire, un 8 buts à 1 humiliant contre les milanais du Milan AC (Besozzi sauva l'honneur pour les bianconeri), avec le joueur belge du Milan Louis Van Hege qui se paya même le luxe de réaliser un quintuplé contre le club juventino. À l'aube de la dernière journée, la Juve entendait mettre un terme à la pire série de défaites consécutives de son histoire, au nombre de 7 (22 buts encaissés pour seulement 2 buts marqués), ce qu'elle fit en clôturant sa saison catastrophique avec une victoire 5 à 2 à domicile contre le Piemonte Football Club (avec des buts de Reynert, Maffiotti et Besozzi).
Finalement, le FBC Juventus finit à la 8e place, guère mieux que la saison précédente, enfonçant les turinois dans une crise de résultats, n'ayant pas su apprendre des erreurs du championnat précédent.

## Déroulement de la saison

### Résultats en championnat
| dimanche 8 octobre 1911 1re journée | Torino                        | 2 - 1 | Juventus | Campo Piazza d'Armi, Turin Arbitre : Calì |
| dimanche 8 octobre 1911 1re journée | Capra II 23e · Bachmann I 75e |       | 87e Bona | Campo Piazza d'Armi, Turin Arbitre : Calì |

| dimanche 15 octobre 1911 2e journée | Juventus    | 1 - 5 | Genoa                                        | Stadio di Corso Sebastopoli, Turin Arbitre : Colombo |
| dimanche 15 octobre 1911 2e journée | Reynert 70e |       | 2e Stöcker · 16e 50e 75e Comte · 40e Repetto | Stadio di Corso Sebastopoli, Turin Arbitre : Colombo |

| dimanche 22 octobre 1911 3e journée | Juventus         | 4 - 0 | Andrea Doria | Stadio di Corso Sebastopoli, Turin Arbitre : Varetto |
| dimanche 22 octobre 1911 3e journée | Buteurs inconnus |       |              | Stadio di Corso Sebastopoli, Turin Arbitre : Varetto |

| dimanche 29 octobre 1911 4e journée | Juventus | 0 - 4                              | Milan | Stadio di Corso Sebastopoli, Turin Arbitre : Pasteur |
| dimanche 29 octobre 1911 4e journée |          | 45e 46e 85e Rizzi · 60e Cevenini I |       | Stadio di Corso Sebastopoli, Turin Arbitre : Pasteur |

| dimanche 5 novembre 1911 5e journée | Pro Vercelli | 1 - 0 | Juventus | Verceil Arbitre : Meazza |
| dimanche 5 novembre 1911 5e journée | Corna 24e    |       |          | Verceil Arbitre : Meazza |

| dimanche 12 novembre 1911 6e journée | Juventus | 1 - 1 | US Milanese | Stadio di Corso Sebastopoli, Turin Arbitre : Varetto |
| dimanche 12 novembre 1911 6e journée | Meille   |       | Tenca       | Stadio di Corso Sebastopoli, Turin Arbitre : Varetto |

| dimanche 19 novembre 1911 7e journée | Piemonte | 1 - 4 | Juventus          | Turin Arbitre : Magni |
| dimanche 19 novembre 1911 7e journée | Lampiano |       | Reynert · Besozzi | Turin Arbitre : Magni |

| dimanche 26 novembre 1911 8e journée | Inter                | 6 - 1 | Juventus    | Milan Arbitre : Calì |
| dimanche 26 novembre 1911 8e journée | Bontadini 20e · Aebi |       | (csc) Caimi | Milan Arbitre : Calì |

| dimanche 3 décembre 1911 9e journée | Juventus                 | 2 - 2 | Casale                             | Stadio di Corso Sebastopoli, Turin Arbitre : Calì |
| dimanche 3 décembre 1911 9e journée | Reynert 40e · Meille 85e |       | 67e Guasco · 75e (pen.) Gallina II | Stadio di Corso Sebastopoli, Turin Arbitre : Calì |

| dimanche 10 décembre 1911 10e journée | Juventus    | 1 - 1 | Torino      | Stadio di Corso Sebastopoli, Turin Arbitre : Gama |
| dimanche 10 décembre 1911 10e journée | Reynert 21e |       | 73e Dorando | Stadio di Corso Sebastopoli, Turin Arbitre : Gama |

| dimanche 17 décembre 1911 11e journée | Genoa        | 2 - 0 | Juventus | Stadio Marassi, Gênes Arbitre : Meazza |
| dimanche 17 décembre 1911 11e journée | Marsh 7e 48e |       |          | Stadio Marassi, Gênes Arbitre : Meazza |

| dimanche 7 janvier 1912 12e journée | Andrea Doria   | 1 - 0 | Juventus | Gênes Arbitre : Varetto |
| dimanche 7 janvier 1912 12e journée | Santamaria 77e |       |          | Gênes Arbitre : Varetto |

| dimanche 14 janvier 1912 13e journée | Milan                                                         | 8 - 1 | Juventus    | Campo Milan di Porta Monforte, Milan Arbitre : Gama |
| dimanche 14 janvier 1912 13e journée | Cevenini I 12e · Van Hege 20e 59e 65e 74e 75e · Rizzi 28e 85e |       | 44e Besozzi | Campo Milan di Porta Monforte, Milan Arbitre : Gama |

| dimanche 21 janvier 1912 14e journée | Juventus    | 1 - 3 | Pro Vercelli                       | Stadio di Corso Sebastopoli, Turin Arbitre : Meazza |
| dimanche 21 janvier 1912 14e journée | Reynert 20e |       | 10e 13e Rampini I · 48e Berardo II | Stadio di Corso Sebastopoli, Turin Arbitre : Meazza |

| dimanche 28 janvier 1912 15e journée | US Milanese       | 2 - 0 | Juventus | Milan Arbitre : Mauro |
| dimanche 28 janvier 1912 15e journée | Boiocchi · Tonini |       |          | Milan Arbitre : Mauro |

| dimanche 11 février 1912 16e journée | Juventus | 0 - 4                                            | Inter | Stadio di Corso Sebastopoli, Turin Arbitre : Varetto |
| dimanche 11 février 1912 16e journée |          | 19e (pen.) Aebi · 32e 34e Bontadini · 56e Engler |       | Stadio di Corso Sebastopoli, Turin Arbitre : Varetto |

| dimanche 18 février 1912 15h00 17e journée | Casale                      | 2 - 0 | Juventus | Casale Monferrato Arbitre : Ferrari |
| dimanche 18 février 1912 15h00 17e journée | Cavasonza 25e · Sarasso 65e |       |          | Casale Monferrato Arbitre : Ferrari |

| dimanche 24 mars 1912 18e journée | Juventus                                                 | 5 - 2 | Piemonte            | Stadio di Corso Sebastopoli, Turin Arbitre : Calì |
| dimanche 24 mars 1912 18e journée | Reynert 50e (pen.) 60e 65e · Maffiotti 53e · Besozzi 75e |       | 20e Fresia · Follis | Stadio di Corso Sebastopoli, Turin Arbitre : Calì |

#### Classement
|  |    | Classement final 1911-1912 | Pts | MJ | V  | N | D  | BP | BC | Dif |
|  | -- | -------------------------- | --- | -- | -- | - | -- | -- | -- | --- |
|  | 1. | Pro Vercelli               | 32  | 18 | 15 | 2 | 1  | 50 | 12 | +38 |
|  | 2. | Milan                      | 31  | 18 | 14 | 3 | 1  | 60 | 10 | +50 |
|  | 3. | Genoa                      | 24  | 18 | 10 | 4 | 4  | 35 | 21 | +14 |
|  | 4. | Inter Milan                | 21  | 18 | 10 | 1 | 7  | 42 | 21 | +21 |
|  | 5. | Torino                     | 21  | 18 | 8  | 5 | 5  | 31 | 31 | 0   |
|  | 6. | Casale                     | 15  | 18 | 6  | 3 | 9  | 20 | 27 | -7  |
|  | 7. | Andrea Doria               | 15  | 18 | 7  | 1 | 10 | 24 | 37 | -13 |
|  | 8. | Juventus                   | 9   | 18 | 3  | 3 | 12 | 22 | 47 | -25 |

### Matchs amicaux
| dimanche 3 septembre 1911 | Torino           | 4 - 1 | Juventus       | Turin |
| dimanche 3 septembre 1911 | Buteurs inconnus |       | Buteur inconnu | Turin |

| mercredi 1er novembre 1911 | Casale           | 4 - 0 | Juventus |  |
| mercredi 1er novembre 1911 | Buteurs inconnus |       |          |  |

| mardi 21 novembre 1911 | Torino | 0 - 3            | Juventus | Turin |
| mardi 21 novembre 1911 |        | Buteurs inconnus |          | Turin |

| dimanche 24 décembre 1911 | Juventus et Torino | 1 - 1 | Juventus et Torino | Turin |
| dimanche 24 décembre 1911 | Buteur inconnu     |       | Buteur inconnu     | Turin |

| dimanche 10 mars 1912 | Torino | score inconnu | Juventus | Turin |
| dimanche 10 mars 1912 |        |               |          | Turin |

| samedi 13 avril 1912 | Juventus et Piemonte | 2 - 7 | Wanderers        |  |
| samedi 13 avril 1912 | Buteurs inconnus     |       | Buteurs inconnus |  |

#### Palla d'Oro Moet et Chandon
| dimanche 31 décembre 1911 | Juventus       | 1 - 0 | Piemonte | Turin |
| dimanche 31 décembre 1911 | Buteur inconnu |       |          | Turin |

#### Torneo Pasquale
| dimanche 7 avril 1912 | Juventus         | 2 - 5 | La Chaux-de-Fonds |  |
| dimanche 7 avril 1912 | Buteurs inconnus |       | Buteurs inconnus  |  |

| lundi 8 avril 1912 | Juventus         | 2 - 2 | Wiener Amateur SV |  |
| lundi 8 avril 1912 | Buteurs inconnus |       | Buteurs inconnus  |  |

## Effectif du club
Effectif des joueurs du Foot-Ball Club Juventus lors de la saison 1911-1912.

## Buteurs
| 10 buts - Reynert 3 buts - Angelo Besozzi 2 buts - Arthur Meille | 1 but - Lorenzo Valerio Bona - Silvio Maffiotti |